# ななつの水晶球
ななつの水晶球（ななつのすいしょうだま、The Seven Crystal Balls）は、ベルギーの漫画家・作家エルジェによる『タンタンの冒険』シリーズの第13作目である。 少年ルポ記者タンタンと友人のハドック船長が、友人のビーカー教授の誘拐事件と、インカの考古学探検隊のメンバーを苦しめている謎の病との関連を調査する様子を中心に展開する。